# شاهپور (روزنامه)
شاهپور نام یکی از مطبوعات استان فارس در دوران قاجاریه است.
این روزنامه از سال ۱۳۴۶ هـ.ق به وسیله عبدالنبی سلامی کازرونی در شیراز به چاپ رسیده است.